# Dimeresia howellii
Dimeresia howellii A. Gray è una pianta della famiglia delle Asteraceae, endemica degli Stati Uniti occidentali. È l'unica specie del genere Dimeresia.

## Distribuzione
Idaho, Oregon, California e Nevada.

## Tassonomia
Nella sua classificazione del 1981, Harold Ernest Robinson inquadrava il genere Dimeresia, in precedenza attribuito alle Inuleae o alle Senecioneae, in un raggruppamento a sé stante (Dimeresiinae) della tribù Heliantheae.
Più recentemente, studi filogenetici hanno evidenziato affinità tra Dimeresia e i generi Chaenactis e Orochaenactis, giustificando la loro inclusione in una tribù a sé stante, le Chaenactideae, considerato sister group delle Bahieae.